# XXIX LCFA Senior
La XXIX LCFA Senior è la 29ª edizione del campionato di football americano, organizzato dalla FCFA. È uno dei campionati validi per la LNFA Serie C 2017.

## Squadre partecipanti
| Club                              | Città                  | Stadio | Sponsor ufficiale | Risultato nella stagione 2016 |
| --------------------------------- | ---------------------- | ------ | ----------------- | ----------------------------- |
| Argentona Bocs                    | Argentona              |        |                   |                               |
| Barcelona Pagesos                 | Barcellona             |        |                   |                               |
| Barcelona Uroloki                 | Barcellona             |        |                   |                               |
| Salou Almogàvers                  | Salou                  |        |                   |                               |
| Salt Falcons/ Vall d'Aro Senglars | Salt                   |        |                   |                               |
| Terrassa Reds                     | Terrassa               |        |                   |                               |
| Torrelles Legends                 | Torrelles de Llobregat |        |                   |                               |
| Vilafranca Eagles                 | Vilafranca del Penedès |        |                   |                               |

## Stagione regolare

### Calendario

#### 1ª giornata
| 19 novembre 2016, ore 15:00 | Barcelona Pagesos | 20 – 30 referto | Vilafranca Eagles |  |

| 19 novembre 2016, ore 17:30 | Terrassa Reds | 34 – 0 referto | Barcelona Uroloki |  |

| 20 novembre 2016, ore 12:00 | Torrelles Legends | 0 – 56 referto | Argentona Bocs |  |

| 20 novembre 2016, ore 17:00 | Salou Almogàvers | 7 – 62 referto | Salt Falcons/ Vall d'Aro Senglars |  |

#### 2ª giornata
| 18 dicembre 2016, ore 12:00 | Salt Falcons /Vall d'Aro Senglars | 55 – 0 referto | Barcelona Pagesos |  |

| 18 dicembre 2016, ore 12:00 | Terrassa Reds | 47 – 0 referto | Salou Almogàvers |  |

| 18 dicembre 2016, ore 16:00 | Barcelona Uroloki | 19 – 28 referto | Torrelles Legends |  |

| 18 dicembre 2016, ore 16:30 | Argentona Bocs | 54 – 0 referto | Vilafranca Eagles |  |

#### 3ª giornata
| 15 gennaio 2017, ore 11:30 | Vilafranca Eagles | 20 – 13 referto | Salou Almogàvers |  |

| 15 gennaio 2017, ore 12:00 | Terrassa Reds | 41 – 12 referto | Torrelles Legends |  |

| 15 gennaio 2017, ore 17:00 | Argentona Bocs | 48 – 7 referto | Barcelona Pagesos |  |

| 15 gennaio 2017, ore 17:00 | Salt Falcons /Vall d'Aro Senglars | 19 – 6 referto | Barcelona Uroloki |  |

#### 4ª giornata
| 5 febbraio 2017, ore 12:00 | Terrassa Reds | 44 – 0 referto | Vilafranca Eagles |  |

| 5 febbraio 2017, ore 12:00 | Torrelles Legends | 6 – 20 referto | Salt Falcons/ Vall d'Aro Senglars |  |

| 5 febbraio 2017, ore 16:30 | Barcelona Uroloki | 19 – 10 referto | Argentona Bocs |  |

| 5 febbraio 2017, ore 17:00 | Salou Almogàvers | 6 – 14 referto | Barcelona Pagesos |  |

#### 5ª giornata
| 25 febbraio 2017, ore 15:00 | Barcelona Pagesos | 0 – 41 referto | Terrassa Reds |  |

| 26 febbraio 2017, ore 11:30 | Vilafranca Eagles | 0 – 38 referto | Barcelona Uroloki |  |

| 25 febbraio 2017, ore 17:00 | Salou Almogàvers | 0 – 36 referto | Torrelles Legends |  |

#### 6ª giornata
| 5 marzo 2017, ore 17:00 | Argentona Bocs | 6 – 14 referto | Salt Falcons/ Vall d'Aro Senglars |  |

#### 7ª giornata
| 12 marzo 2017, ore 11:00 | Salt Falcons /Vall d'Aro Senglars | 61 – 0 referto | Vilafranca Eagles |  |

| 12 marzo 2017, ore 12:30 | Torrelles Legends | 54 – 14 referto | Barcelona Pagesos |  |

| 12 marzo 2017, ore 17:00 | Barcelona Uroloki | 14 – 0 referto | Salou Almogàvers |  |

| 12 marzo 2017, ore 17:00 | Argentona Bocs | 21 – 41 referto | Terrassa Reds |  |

#### 8ª giornata
| 25 marzo 2017, ore 15:00 | Barcelona Pagesos | 0 – 35 referto | Barcelona Uroloki |  |

| 26 marzo 2017, ore 11:30 | Vilafranca Eagles | 14 – 32 referto | Torrelles Legends |  |

| 26 marzo 2017, ore 17:00 | Salt Falcons /Vall d'Aro Senglars | 21 – 18 referto | Terrassa Reds |  |

| 26 marzo 2017, ore 17:00 | Salou Almogàvers | 3 – 47 referto | Argentona Bocs |  |

### Classifica
La classifica della regular season è la seguente:
- PCT = percentuale di vittorie, G = partite giocate, V = partite vinte,  P = partite perse, PF = punti fatti, PS = punti subiti

| Pos. | Squadra                           | PCT   | G | V | N | P | PF  | PS  |
| ---- | --------------------------------- | ----- | - | - | - | - | --- | --- |
| 1    | Salt Falcons/ Vall d'Aro Senglars | 1.000 | 7 | 7 | 0 | 0 | 252 | 43  |
| 2    | Terrassa Reds                     | .857  | 7 | 6 | 0 | 1 | 251 | 60  |
| 3    | Argentona Bocs                    | .571  | 7 | 4 | 0 | 3 | 242 | 84  |
| 4    | Barcelona Uroloki                 | .571  | 7 | 4 | 0 | 3 | 137 | 76  |
| 5    | Torrelles Legends                 | .571  | 7 | 4 | 0 | 3 | 168 | 164 |
| 6    | Vilafranca Eagles                 | .286  | 7 | 2 | 0 | 5 | 64  | 262 |
| 7    | Barcelona Pagesos                 | .143  | 7 | 1 | 0 | 6 | 55  | 269 |
| 8    | Salou Almogàvers                  | .000  | 7 | 0 | 0 | 7 | 29  | 240 |

## Playoff

### Tabellone
|  | Semifinali | Semifinali                        | Semifinali |                |    | Finale                            | Finale | Finale |  |
|  |            |                                   |            |                |    |                                   |        |        |  |
|  | 1          | Salt Falcons/ Vall d'Aro Senglars | 28         |                |    |                                   |        |        |  |
|  | 1          | Salt Falcons/ Vall d'Aro Senglars | 28         |                |    |                                   |        |        |  |
|  | 4          | Barcelona Uroloki                 | 6          |                |    |                                   |        |        |  |
|  | 4          | Barcelona Uroloki                 | 6          |                | 1  | Salt Falcons/ Vall d'Aro Senglars | 7      |        |  |
|  |            |                                   |            |                | 1  | Salt Falcons/ Vall d'Aro Senglars | 7      |        |  |
|  |            |                                   | 3          | Argentona Bocs | 22 |                                   |        |        |  |
|  | 3          | Argentona Bocs                    | 3          | Argentona Bocs | 22 | 9                                 |        |        |  |
|  | 3          | Argentona Bocs                    |            |                |    |                                   |        |        |  |
|  | 2          | Terrassa Reds                     | 3          |                |    |                                   |        |        |  |

### Semifinali
| 8 aprile 2017, ore 16:00 | Salt Falcons /Vall d'Aro Senglars | 28 – 6 referto | Barcelona Uroloki |  |

| 8 aprile 2017, ore 19:00 | Terrassa Reds | 3 – 9 referto | Argentona Bocs |  |

### XXIX Final de la LCFA
| 30 aprile 2017, ore 17:00 | Salt Falcons /Vall d'Aro Senglars | 7 – 22 referto | Argentona Bocs |  |

## Verdetti
- Argentona Bocs Campioni della LCFA (5º titolo)